# Wienerberger Magyarország
A Wienerberger Magyarország a nemzetközi Wienerberger-csoport tagja. A társaság jelenleg Porotherm téglákat, falazóelemeket, illetve Tondach cserepeket és tetőrendszer megoldásokat, illetve Semmelrock térköveket gyárt és forgalmaz. Üzleti tevékenysége eredményeként a Wienerberger Magyarország meghatározó szereplő a falazat-, és tetőcserépgyártók európai piacán.

## Cégtörténet
A Wienerbergert 1819-ben Bécsben alapította Alois Miesbach (1791–1857), mely mára a világ egyik legnagyobb téglagyártójává vált. Európában első helyen áll a homlokzatburkoló téglák gyártásában, és vezető pozíciót foglal el a tetőcserép gyártása terén. A kontinensen 24 országban, emellett Indiában, az Egyesült Államokban és Kanadában van jelen a társaság.  A cégcsoport világszerte több mint 20 000 alkalmazottat foglalkoztat és több mint 200 gyártóhellyel rendelkezik.  
A Wienerberger magyarországi leányvállalatát 1990-ben azzal a szándékkal alapította, hogy technológiai rendszereit és termékeit egész Kelet-Közép-Európában helyi gyártás révén honosítsa meg. Mára a társaság a magyar építőanyag-piac kiemelkedő szereplőjévé vált.
A kezdeti időszakban a hazai céghez négy gyár tartozott: Solymár, Sopron, Kőszeg és Őrbottyán. 1993-ban a Wienerberger újabb üzemeket vásárolt. Az ekkor megszerzett mezőtúri, bátaszéki és békéscsabai egységek az erre a célra létrehozott Bátaszéki Wienerberger Téglaipari Kft.-be olvadtak be.  A magyarországi társaság azóta több akvizíciót is végrehajtott, megvásárolta többek között a Balaton Tégla Kft-t  és a Dunántúli Téglagyárak Rt-t. Kisebbségi részesedési konstrukcióban 2003-ban a törökbálinti, majd 2005-ben a mohácsi téglagyárban lett tulajdonos a vállalkozás. 
A magyarországi csoport termelése jelenleg kilenc helyszínen zajlik. Solymáron, Kőszegen, Balatonszentgyörgyön, Békéscsabán, Tiszavasváriban és Őrbottyánban található téglagyára, míg Csornán, illetve Békéscsabán, az ottani téglagyártól elkülönülve, másik telephelyen cserépgyártás zajlik. A hazai foglalkoztatottak száma a cégcsoporthoz tartozó Pipelife-fal együtt már meghaladja a 800 főt.

## Kőszegi áthidaló- és téglagyár
Európa egyik legmodernebb áthidaló- és gerendagyárát adta át 2024 januárjában Kőszegen a Wienerberger. A létesítmény gyártási kapacitása körülbelül évi 5 millió folyóméter. A modernizálásnak köszönhetően a gyártási folyamat szinte teljesen automatizált. Az évi 5 millió folyóméter 75 százaléka különböző európai országok igényeit szolgálja ki. A gyár új exportpiacokat – mint például Németország – is megnyitott a Wienerberger Magyarország előtt.
A városban nagy múltra tekint vissza az égetett kerámiatermékek és áthidalók gyártása, a vállalatcsoport egyik meghatározó üzeme 2020-ban ünnepelte fennállásának századik évfordulóját. A Wienerberger egyik legrégebben működő hazai gyárának életciklusa így körülbelül 50 évvel hosszabbodott, ezzel évtizedekre biztosította a működését.

## Csornai kerámiacserépgyár
A csornai cserépgyár fennállása legnagyobb modernizációján esett át 2024 tavaszán, aminek keretében az üzem gyártástechnológiája teljesen megújult. A fejlesztésnek köszönhetően - világviszonylatban is kiemelkedő módon - az elemek rakodását a gyárban mára teljes egészében robotok végzik, ami jelentősen gyorsítja a termelést. Az ipar 4.0 követelményeinek megfelelő üzem egyik központi egysége, a 120 méter hosszú, közel 1000°C fokon üzemelő égetőkemence is teljes felújításon esett át a modernizáció során.
A fejlesztés leglátványosabb eleme a szárított és égetett cserepekkel teli kazetták kézi mozgatásának kiváltása volt. Az automatizálás keretében a cserepek kézi mozgatását hat robot összehangolt munkájával váltották ki. A gyártási folyamat során két ponton is ellenőrzik a kész termékek paramétereit. Első lépésben három ipari és 3D-s kamerával, ultra érzékeny mikrofonokkal, valamint szervomotoros kalapáccsal, majd a csornai gyár saját fejlesztése, a lézeres „Ré szeme”, vizsgálja a cserepek görbülését és vetemedését.

## Hejőpapi betoncserépgyár alapkőletétel
Az Európában elérhető legmodernebb technológiával működő, nagyméretű betoncserepeket és azok kiegészítőit gyártó üzem építését kezdte meg 2024-ben Hejőpapin a Wienerberger. A működését a tervek szerint 2025-ben megkezdő CO2 semleges üzem évi 3 millió négyzetméternyi gyártókapacitással fog futni, ami több mint 300 futballpálya felületének lefedésére lenne elég. Az elkészülő üzem megfelel majd az ipar 4.0 követelményeinek az automatizált adatgyűjtés, adattovábbítás és kiértékelés tekintetében.
A cserepek gyártása a beton bekeverésétől kezdve a formázáson és szárításon át a targoncákra kerülésig teljesen automatizált lesz. A kész darabokat gépek formázzák, robotok mozgatják, csomagolják és készítik elő a szállításra. Mindössze a kiegészítő termékek néhány típusa esetében végeznek majd egyes folyamatokat továbbra is manuálisan, mert ezek nem automatizálhatók teljesen.

## Raktárfejlesztések: Szabadtéri digitális raktár Békéscsabán
A világon elsőként Békéscsabán építette ki legújabb raktárirányítási megoldását 2023-ban a Wienerberger. A beruházás forradalmasította a vállalat raktárkezelési folyamatait, ugyanis ezáltal már kültéren is digitálisan nyomon követhető az összes termék. A megoldás amellett, hogy papírmentes és időjárásálló, jelentősen felgyorsítja a folyamatokat, valamint minimalizálja a hibalehetőséget és csökkenti a működési költségeket. A gyártó a projekt sikere után 2025-ig minden magyarországi telephelyére kiterjeszti a fejlesztést, valamint több országban is tervezi bevezetni a rendszert.  

## Társadalmi szerepvállalás
A Wienerberger támogatásával 2022-ben szaktanterem létesült a Békéscsabai SZC Vásárhelyi Pál Technikum és Kollégiumban. A vállalat pénzügyi támogatást és építőanyagokat biztosított a projekt megvalósításához. Az együttműködés célja olyan szakemberek képzése, akik elméleti és gyakorlati ismeretekkel egyaránt rendelkeznek a modern építőipari technológiák területén. A képzésnek helyet adó szaktanteremben a tanulók betekintést nyerhetnek az építőipari technológiákba, valamint tanulmányozhatják a falazatok és tetőszerkezetek felépítését. A szakképzési centrum diákjai emellett gyakorlati képzésen vehetnek részt a Wienerberger tetőfedő oktató centrumában. A rendszeres gyárlátogatások során megismerkedhetnek a termékekkel, valamint azok gyártási folyamataival és technológiájával.
A Wienerberger ugyancsak aktív szerepet vállal rászoruló családok és közösségek otthonainak felújításában és építésében építőanyagadományokkal. A vállalat ezen tevékenysége hosszú évekre nyúlik vissza a Habitat for Humanity Magyarországgal együttműködésben. A programnak köszönhetően több otthon felújítása valósulhatott meg. A “Támasz” program keretében többek között 2021-ben és 2022-ben számos vidéki településen, többek között Baranya, Pest, Nógrád és Somogy vármegyében végeztek főként tetőfelújításokat Wienerberger termékek felhasználásával, így biztosítva a családok számára a biztonságos lakhatási körülményeket. Az együttműködés folyamatos, amelynek keretében a társaság és a szervezet célja megfelelő, biztonságos és egészséges otthonok kialakítása, valamint a magyarországi lakhatási helyzet javítása.

## Arculatváltás 2024-ben
A Wienerberger 2024-ben megújította vállalati arculatát. A változtatást az indokolta, hogy az elmúlt évek akvizíciói révén jelentősen bővült a vállalat termék- és szolgáltatási köre. A cég termékportfóliója ma már az épületburok építőanyagaitól az infrastrukturális megoldásokig terjed. A társaság jelenleg a világ egyik legnagyobb téglagyártója, piacvezető a cserép- és csőgyártás területén Európában, valamint meghatározó szereplő a térburkolat-gyártási szegmensben is. 

## Superbrands díjak
A Business Superbrands 2024 díjat a Wienerberger csoporthoz tartozó Tondach márka 17. alkalommal, a Semmelrock márka első alkalommal nyerte el. A védjegyet egy 20 tagú, független szakmai bizottság ítéli oda a B2B szektorban kiemelkedő teljesítményt nyújtó márkáknak. A díjazott márkák kiválasztása meghívásos alapon, szakmai szempontok szerint történik.

## Brick Award
A Wienerberger AG 2004-ben hívta életre a Brick Awardot (BA).  A kétévente megrendezett verseny elismeréseit független szakmai zsűri ítéli oda kiemelkedő téglaépítészeti alkotásoknak. Az évek során a díj az irányzat egyik leginkább becsben tartott nemzetközi építészeti elismerésévé vált. A Brick Awardnak már volt magyar vonatkozása is, 2006-ban a nagydíjat a Cságoly Ferenc és Keller Ferenc által tervezett pécsi ház nyerte el.